# مياشيرو
مياشيرو هي بلدية في اليابان، وبلدة في اليابان، تقع في مقاطعة مينامي سايتاما، بلغ عدد سكانها 34,175 نسمة وذلك حسب إحصائيات سنة 2018، تبلغ مساحتها 15.95 كيلومتر مربع.

## أعلام
- ماريكو كودا